# فريدة عرمان
فريدة عرمان (20 فبراير 1938 - 18 ديسمبر 2018) ممثلة ومخرجة أفلام وثائقية مصرية. وُلدت في محافظة القاهرة. كانت فريدة واحدة من ثلاث صحفيات في دفعتها حين تخرجت من كلية الآداب عام 1959. قامت بإخراج أكثر من 400 فيلم وثائقي مصري وعملت على أكثر من 600 فيلم كمخرجة، منتجة، ومساعدة مخرج. قدمت فريدة الفيديو كليب بمفهومه الحديث للتليفزيون المصري حين قامت بتصوير أغنية «أنا هويت» للمطرب الراحل سيد درويش مستعينة بعرض رسم حي للفنان التشكيلي سيف وانلي وهو يرسم لوحة عن فن الباليه. كانت رئيسة تحرير مجلة الإذاعة والتليفزيون وصاحبة سلسلة الأفلام التسجيلية التي وثقت أحداث حرب أكتوبر 1973. توفت عام 2018 عن عمر ناهز الثمانين.

## حياتها
ولدت فريدة في حي العباسية في القاهرة، واستقرت في وسط البلد، تحديدًا في شارع عبد الحميد سعيد. ترجع أصولها لعائلة عرمان في قنا، صعيد مصر. بدأت حياتها المهنية كصحفية عام 1959 في أخبار اليوم (جريدة مصرية) وكان ذلك في نفس عام تخرجها. عملت في مجال الإعداد وكانت أول مخرجة أفلام روائية طويلة من إنتاج التليفزيون المصري. وكانت لها أيضًا سابقة تحويل نص شعري إلى فيلم سينمائي في مسرحية مجنون ليلى للشاعر أحمد شوقي. قامت فريدة بالتدريس في كلية الإعلام التابعة لجامعة القاهرة، وفي عام 1999، عُينت رئيسة مجلس إدارة الإذاعة والتليفزيون. ساهمت في ظهور العديد من الممثلين الذين أصبحوا علامة فارقة في تاريخ السينما المصرية، كالممثل يحيى الفخراني حين ظهر في أول تجربة سينمائية له في معها كمخرجة في فيلم «أفراح مصرية» الذي حصد بعدها العديد من الجوائز محليًا وعالميًا. تزوجت من المهندس إسماعيل محمد عرمان وأنجبت منه إبنتهما جميلة إسماعيل.

## من أهم أعمالها
1- أنا هويت (مصورة)
2- النشيد الوطني «بلادي بلادي» (مخرجة)
3- قنا.. الإنسان والمكان (مخرجة)
4- عشش الترجمان (مخرجة)
5- المساجد المصرية (مخرجة)
6- العرب الرحل (مخرجة)
7- رحلة في الربيع السوفييتي (مخرجة)
8- رمسيس في باريس (مخرجة)
9- مذكرات ورسائل شامبليون (مخرجة)
10- مصر تتحدث عن نفسها (مخرجة)
11- شمس الأصيل (مخرجة)
12- البندقية اتكلمت (مخرجة)
13- على باب مصر (مخرجة)
14- المرأة الريفية (مخرجة)
15- ست الدار الفرعونية (مخرجة)

## تكريماتها
- جائزة مهرجان الإسماعيلية السينمائي
- تكريم مجلة الإذاعة والتليفزيون
- تكريم المهرجان العربي الأول للسينما (1985)
- تكريم مهرجان القاهرة للتليفزيون (1995)
- تكريم المهرجان القومي العاشر للأفلامِ التسجيلية القصيرة (1980)
- تكريم مهرجان الأفلامِ المصرية التسجيلية القصيرة (1975)
- جائزة مهرجان رادوجا بموسكو عن فيلم «أفراح مصرية»
- جائزة مهرجان داكار بالسنغال عن فيلم «أفراح مصرية»
- جائزة مهرجان «قوس قزح» للأفلام الشعبية من اتحاد السينمائيين السوفييت (1983)